# Palazzo Basadonna Giustinian Recanati

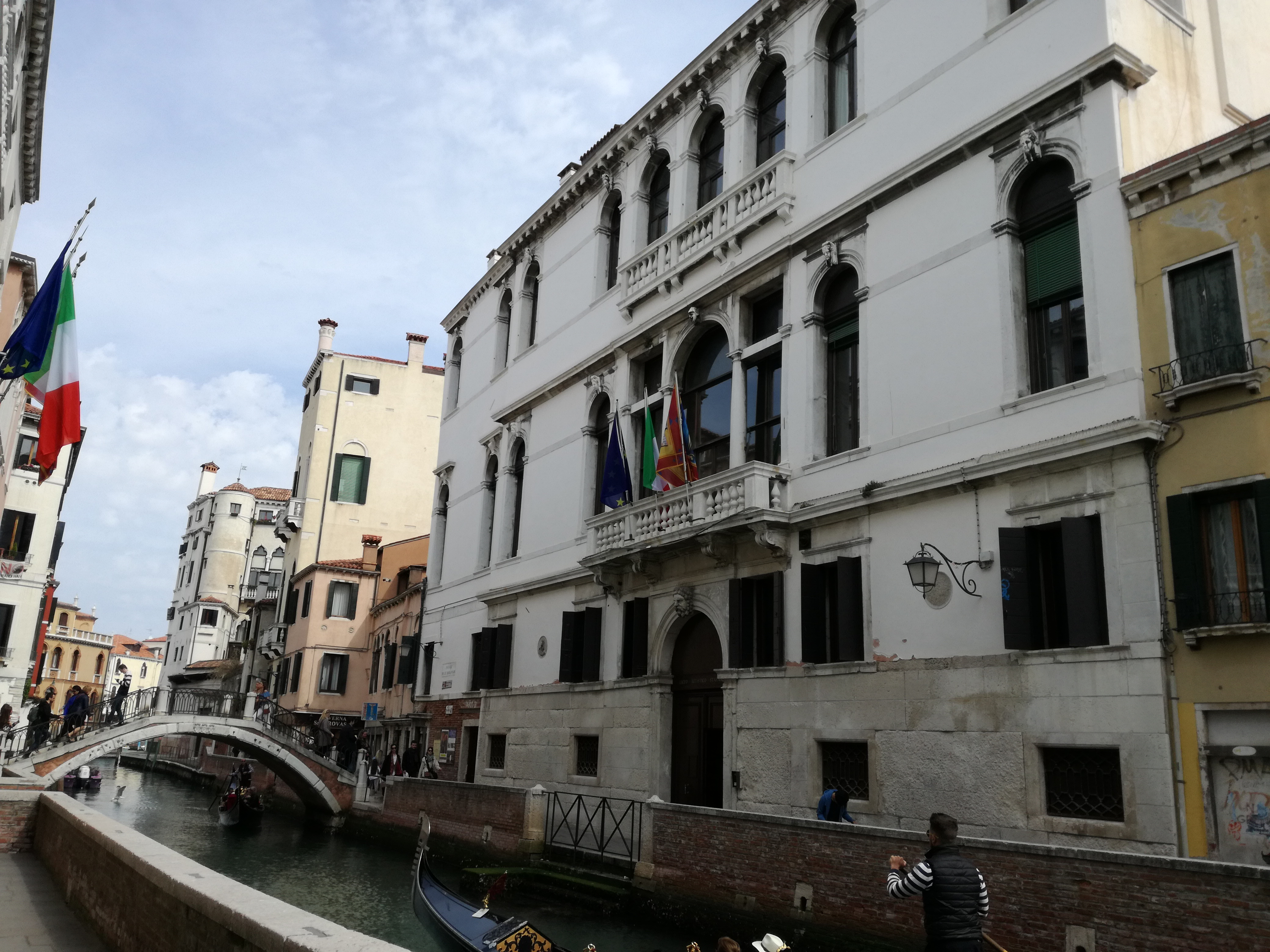
Frontfassade des Palazzo Basadonna Giustinian Recanati

Palazzo Basadonna Giustinian Recanati ist ein Palast in Venedig in der italienischen Region Venetien. Er liegt im Sestiere Dorsoduro mit Blick auf den Fondamento Priuli in der Nähe der Palazzi Contarini degli Scrigni e Corfù und gegenüber dem Palazzo Bollani a San Trovaso.

## Geschichte
Dieses Gebäude wurde im Auftrag der Familie Contarini im 14. Jahrhundert nach Plänen eines unbekannten Architekten errichtet. Es fiel 1626 an die Alviser Brüder Antonio und Giovanni Basadonna, die Baldassare Longhena mit der stilistischen Modernisierung beauftragten. 1758 wechselte der Palast erneut den Besitzer; jetzt gehörte er der Familie Priuli. Bei dieser Gelegenheit wurde er innen grundlegend restauriert. Als er sich in den Händen der Grafen Giustinian Recanati befand, schenkten diese ihn der Stadt Venedig, die dort schließlich eine Schule unterbrachte. Zwischen 1970 und 1975 wurde der Palast komplett restauriert und an die neue Funktion angepasst. Heute ist in dem Palast die staatliche Kunstschule von Venedig untergebracht, aber er ist auch für Besucher zugänglich. Im Jahre 2002 wurden Arbeiten zum Schutz der Eingangshalle vor Hochwasser durchgeführt.

## Beschreibung
Es handelt sich um einen architektonischen Komplex, dessen Hauptfassade vom Anfang des 17. Jahrhunderts stammt, und einfach und linear erscheint, wie als Kontrast zu den barocken Formen, die sich in der venezianischen Architekturtradition Bahn brachen. Auch die Rückfassade kopiert diesen Stil. Die traditionelle architektonische Form des Palastes scheint nicht an den Eingriff von Baldassare Longhena zu gemahnen, der es wahrscheinlich vorzog, sich an einem Modell aus dem 16. Jahrhundert zu orientieren, wie er es auch beim Palazzo Giustinian Lolin gemacht hatte. Dieser Eingriff ist aber durch viele zeitgenössische Dokumente belegt.
Die Hauptfassade zeigt drei Ebenen, das Erdgeschoss, gekennzeichnet von kleinen, rechteckigen Öffnungen und unterbrochen von breiten Portalen, das 1. Obergeschoss, im Gegensatz dazu mit einem imposanten venezianischen Fenster, flankiert von drei asymmetrisch angeordneten Paaren einfacher Fenster, und dem 2. Obergeschoss, das dieses Muster wiederholt, wobei das venezianische Fenster durch drei Öffnungen mit leicht voneinander abgesetzten Bögen ersetzt ist. Alle Geschosse sind durch Gesimse gekennzeichnet und die verschiedenen Öffnungen besitzen auf den Schlusssteinen weibliche Köpfe. Die Rückfront besitzt ebenfalls, wenn auch viel einfacher ausgeführt, ein venezianisches Fenster mit drei bogenförmigen Öffnungen, das von etlichen einfachen Fenstern umgeben ist. Im Erdgeschoss öffnet sich ein breites, ebenerdiges Portal, das zur Vorhalle führt.
Die traditionelle architektonische Form des venezianischen Palastes, ein „Lagerhaus“ mit Vorhalle und Lager im Erdgeschoss und dreigeteilter Struktur in den Obergeschossen findet ein Pendant auch in diesem Gebäude. Im Inneren, und besonders im Hauptgeschoss, finden sich auch heute noch einige originale Bereiche mit klassizistischen Stuck und Fresken aus verschiedenen Epochen. Die Verzierungen der Verkleidungen wurden um die Mitte des 18. Jahrhunderts realisiert, während viele Fresken aus den ersten Jahren des 18. Jahrhunderts und aus dem 19. Jahrhundert stammen. Das Ganze ist dank der Eingriffe der Provinz Venetien, die sich um die Restaurierung gekümmert hat, teilweise erhalten geblieben. Im Gegensatz dazu ging die umfangreiche Sammlung von Basadonnas Gemälden verloren. Erwähnenswert ist auch der Garten, der sich im hinteren Teil des Anwesens befindet und über dem sich die Rückfassade erhebt. Dieser wurde vermutlich von Giuseppe Jappelli (1783–1852) gestaltet und wurde sehr bekannt, da er auf begrenztem Platz Variationen des Themas englischer Romantik mit Hügelchen und gewundenen Wegen zeigt.